# Монастеро ди Ланцо
Монастеро ди Ланцо (итал. Monastero di Lanzo) је насеље у Италији у округу Торино, региону Пијемонт.
Према процени из 2011. у насељу је живело 36 становника. Насеље се налази на надморској висини од 809 м.

## Становништво
Према резултатима пописа становништва 2011. у општини је живело 381 становника.
| 1936. | 1951. | 1961. | 1971. | 1981. | 1991. | 2001. | 2011. |
| ----- | ----- | ----- | ----- | ----- | ----- | ----- | ----- |
| 1.348 | 1.020 | 757   | 547   | 478   | 434   | 428   | 381   |